# 同步
同步（英語：Synchronization），指在一個系統中所發生的事件（event）之間進行協調，在時間上出現一致性與統一化的現象。在系統中進行同步，也被稱為即時（in time）或同步化的（synchronous, in sync）。
同步，可以理解为在通信时、函数调用时、协议栈的相邻层协议交互时等场景下，发信方与收信方、主调与被调等双方的状态是否能及时保持状态一致。如果一方完成一个动作后，另一方立即就修改了自己的状态，就是同步。而异步，是指调用方发出请求就立即返回，请求甚至可能还没到达接收方，比如说放到了某个缓冲区中，等待对方取走或者第三方转交；而调用结果是通过接收方主动推送，或调用方轮询来得到。
同步还可以理解为：发出一个调用时，在没有得到结果之前，该调用就不返回；一旦调用返回，就得到返回值。换句话说，就是由调用者主动等待这个调用的结果。而异步则是相反，调用在发出之后，这个调用就直接返回了，所以没有返回结果。当一个异步过程调用发出后，调用者不会立刻得到结果。而是在调用发出后，被调用者通过状态、通知或通过回调函数，让调用者能响应结果。
对于非阻塞情形，同步非阻塞是观察者定期主动的去查看目标对象状态；异步非阻塞是目标对象状态改变后去通知观察者做出相应处理。